# Cecylia Malik
Cecylia Malik (ur. 25 czerwca 1975 w Krakowie) – polska artystka, performerka, działaczka ekologiczna, edukatorka, kuratorka sztuki współczesnej i założycielka Centrum Sztuki Współczesnej Wiewiórka. Laureatka Nagrody im. Katarzyny Kobro za rok 2018.

## Życiorys
Ukończyła studia na Akademii Sztuk Pięknych w Krakowie (dyplom z wyróżnieniem w pracowni prof. Leszka Misiaka) oraz podyplomowe studia kuratorskie na Uniwersytecie Jagiellońskim. W 2002 roku uzyskała stypendium Prezydenta Miasta Krakowa dla Młodych Twórców. Współtworzyła Farmę sztuki, instytucję artystyczną, będącą wspólną platformą działania artystów i kuratorów.

## Twórczość malarska
W początkowych latach swojej twórczości Malik zajmowała się przede wszystkim malarstwem. W swoich pracach nawiązywała do motywów znanych z malarstwa cerkiewnego – odnosiła się do kompozycji ikonostasu, oddzielającego prezbiterium od przestrzeni zajmowanej przez wiernych. Przedstawione zostały na nich niedostrzegane elementy pejzażu miejskiego Krakowa: okna piwnic, włazy studzienek kanalizacyjnych czy oznaczenia gaśnic.
- 2004–2008 – cykl Miasto
- 2009 – Ikonostas Miasto

## Twórczość filmowa
W 2015 roku wyreżyserowała film dokumentalny Raj na Ziemi, który został zakwalifikowany do Konkursu Polskiego 55. Krakowskiego Festiwalu Filmowego.

## Działania performatywne
Od 2009 roku Malik łączy w swojej twórczości happening i performance z wątkami poświęconymi budowaniu społeczności i zwróceniem uwagi na środowisko naturalne. Jak zauważają kuratorzy wystawy „Robiąc. Życie w epoce postartystycznej”, prezentowanej w 2016 roku w Muzeum Sztuki Nowoczesnej w Warszawie
Malik używa narzędzi z obszaru sztuki do współtworzenia sytuacji społecznych pod wieloma względami przypominającymi performanse. Proponowane przez nią formy bardzo łatwo stają się elementami scenografii protestu powielanymi i używanymi przez innych uczestników. Prosty, chwytliwy i wyrazisty język wizualny staje się dodatkowym narzędziem do wyrażania emocji oraz postulatów osób zaangażowanych, czy to w obronę przyrody, czy ratowanie modernistycznych zabytków Krakowa.

### 365 Drzew (2009–2010)
Artystka codziennie wspinała się na jedno drzewo, najczęściej na terenie Krakowa, na którym była fotografowana. Zdjęcia dodawane były przez Malik na jej profil na Facebooku:
Był to poniekąd mój pomysł na facebooka. Co tam można robić? Jakieś linki sobie wysyłać? To bez sensu. Zaczęłam codziennie wrzucać fotografię z drzewa, za każdym razem z innego. (...) Niesamowite jest doświadczenie przyrody, wspinałam się w każdą pogodę, w ulewy, śnieżyce. Ważny jest upór, wytrwałość i bunt. Taka moja autorska rebelia.
Za 365 Drzew Malik nagrodzona została tytułem „Kulturystki Roku 2010”. W 2011 roku ukazała się książka "365 drzew", stanowiąca album z dokumentacją fotograficzną projektu, uzupełniony o teksty i komentarze.

### Koncert u Pana Żula (2009–2011)
Projekt dotyczył relacji, jaka zawiązała się między artystką a tytułowym Panem Żulem – bezdomnym Janem, który zamieszkał w tymczasowej chatce w ogrodzie sąsiadującym z domem Malik. Pan Jan zbierał złom, którego elementy były wypożyczane przez artystkę i uwieczniane na obrazach. Ich wystawa została zorganizowana w ogrodzie pana Jana w lipcu 2009 roku. W sierpniu 2010 roku zorganizowany został „Koncert u Pana Żula”, poświęcony pamięci pana Jana, który krótko wcześniej zmarł.

### Ulica Smoleńsk 22/8 (2010)
Projekt dotyczył problemu gentryfikacji i dzikiej reprywatyzacji, której doświadczyła sama artystka. Tytuł pracy odnosi się do adresu jej rodzinnego domu w Krakowie, w którym po zmianie właściciela czynsz został podniesiony trzykrotnie, co sprawiło, że rodzice artystki musieli wyprowadzić się z kamienicy zamieszkiwanej przez jej rodzinę od lat 30. W czasie dwóch tygodni pomiędzy wyprowadzką rodziców Malik a przekazaniem mieszkania nowemu właścicielowi, stało ono otwarte – jego przestrzeń stała się miejscem spotkań, wystaw i działań artystycznych oraz performatywnych, prowadzonych zarówno przez Malik, jak i jej siostrę – Justynę Koeke. W wywiadzie dla „Lampy” Koeke i Malik wyjaśniały powody podjęcia tych działań:
Żegnamy się z mieszkaniem, ale chcemy zwrócić uwagę na pewne procesy mające miejsce w Krakowie: wyludniania centrum miasta. To nie jest akcja, która jest grzeczna, politycznie poprawna, jest trochę anarchistyczna. Nie chcemy robić tego, co wolno.(…) To był bardzo brutalny performens, ale z drugiej strony niezwykle poetycki, emocjonalny. Gdy zeszłam na dół, na tę kupę śmieci, zobaczyłam swetry, które przed laty robiłam na drutach. (…) Treścią performensu było to, że pozbywamy się rzeczy, które są nam bliskie, na które nie ma miejsca w nowym mieszkaniu.

### 6 rzek (2011–2012)
Artystka na łódce, wykonanej ze sklejki i butelek plastikowych, spłynęła wszystkimi rzekami Krakowa, na ich długości od granic administracyjnych miasta aż do ujścia Wisły. Działaniu towarzyszył cykl fotograficzny oraz film dokumentalny poświęcony rzekom Krakowa. Zwieńczeniem akcji była „Wodna Masa Krytyczna”, performance zorganizowany w Krakowie.

### Modraszek Kolektyw (2011)
Grupa powstała w odpowiedzi na plany budowy nowego osiedla na Zakrzówku w Krakowie, w miejscu chętnie odwiedzanym przez Krakowian, położonym nad dawnym wapiennym kamieniołomem przekształconym w zalew. Sama nazwa kolektywu zaczerpnięta została od chronionego gatunku motyla modraszka, który żyje na terenie Zakrzówka. W trakcie protestów („zlotów modraszków”) organizowanych przez kolektyw, jego członkowie oraz mieszkańcy Krakowa przywdziewali motyle skrzydła wykonane z tektury i pomalowane na niebiesko. Inicjatywa artystów i mieszkańców odniosła sukces – w 2011 roku miasto przedstawiło nowy Plan Zagospodarowania Przestrzennego, a deweloper wycofał się z planowanej na terenie Zakrzówka inwestycji. Efektem tek akcji było również powołanie w 2018 roku użytku ekologicznego Zakrzówek.

### Warkocze Białki (2013)
Akcja zainicjowana została w proteście przeciw planom regulacji i pogłębienia górskiej rzeki Białki, których wynikiem byłaby dewastacja lokalnego ekosystemu i zaprzepaszczenie wyjątkowych walorów przyrodniczych Białki jako jednej z niewielu uregulowanych rzek górskich. W krakowskim Bunkrze Sztuki Malik zainicjowała plecenie warkocza z płótna, którego długość miała być równa długości Białki. W wyniku akcji upleciony został warkocz długości 5 kilometrów.

### Chciwość.Miasta (2014)
Protest przeciwko planom wyburzenia modernistycznego hotelu "Cracovia" autorstwa Witolda Cęckiewicza. Tytuł akcji Malik tłumaczyła w wywiadzie dla „Obiegu”:
"Miasta" to tytuł mozaiki ściennej Heleny i Romana Husarskich, którą odkrył Mateusz. A chciwość? Hotel Cracovia, zabytek architektury modernizmu, został oszukany właśnie przez chciwość.
Kulminacją akcji był performance, którego uczestnicy, ubrani w złote stroje, prezentowali złotego cielca w supermarketowym wózku na zakupy.

### Matki Polki Na Wyrębie (od 2017)
Działanie, zainicjowane przez Malik, miało na celu zwrócenie uwagi na problem masowej wycinki drzew w Polsce.
(…) o 7.30 jak mój mąż Piotrek jechał do pracy, pojechaliśmy na pierwszy wyrąb przy ul. Malborskiej w Krakowie, poprosiłam Piotrka, żeby zrobił mi zdjęcia jak karmię Ignasia. Tego samego dnia zdjęcie Matki Polki na wyrębie wrzuciłam na Facebooka. Zdjęcie zostało udostępnione setki razy, zaczęli do mnie dzwonić dziennikarze. Wtedy postanowiłam to robić codziennie. W latach 2009–2010 każdego dnia wchodziłam na inne drzewo, teraz postanowiłam karmić rano Ignasia na wyrębach i w ten sposób pokazać skalę tego, co się stało, a tym samym to skomentować.
Krótko później do Malik przyłączyły się inne kobiety, z którymi zorganizowała performans na wyrębie przy Alejach Pokoju w Krakowie:
Przyszło nas 11 mam z dziećmi. Była to dla nas niezapomniana chwila jak z wózkami przedzierałyśmy się przez zwalone gałęzie. Usiadłyśmy na pniach, karmiąc dzidziusie, starsze dzieci siedziały przytulone obok. Zdjęcie zrobił Tomasz Wiech, tato Róży i Antosi, partner Ani. Tomek wrzucił na swój fanpage zdjęcie i stało się coś niesamowitego. Tysiące ludzi zaczęło lajkować i udostępniać tą fotografie, (…) media zaczęły pisać, ludzie dyskutować i komentować, Organizacje wrzucać na swoje fanpage, i tak się zaczęło. Widząc to razem z Anią zrozumiałyśmy, że właśnie to – Matki Polki karmiące dzieci na wyrębie – to jest nasz ogólnopolski protest przeciwko masowym wycinkom i przeciwko ministrowi Janowi Szyszce.
W ten sposób Matki Polki Na Wyrębie chciały jednocześnie skomentować procesy systematycznego wyprzedawania gruntów miejskich deweloperom oraz przypomnieć o istotnej roli, jaką przyroda, zieleń i drzewa odgrywają w codziennych życiach ludzi.
Akcja odbiła się szerokim echem w mediach społecznościowych i tradycyjnych, zarówno w Polsce, jak i za granicą. Matki Polki Na Wyrębie zainspirowały akcje w innych polskich miastach: Warszawie, Białymstoku czy Katowicach („Ojciec Polak sadzi drzewo”). Fotografia z krakowskich Alei Pokoju wraz z petycją o zmianę ustawy Lex Szyszko zostały przekazane przez Matki Polki premier Beacie Szydło i prezydentowi Andrzejowi Dudzie. Matki Polki wybrały się także na otwartą audiencję u papieża Franciszka – w tym celu uruchomiona została zbiórka publiczna na portalu „Polak Potrafi” [8]. W jej trakcie przekazały papieżowi swoją najsłynniejszą fotografię oraz dwujęzyczną książkę, w której znajdował się osobisty list Matek Polek oraz raporty największych polskich organizacji ekologicznych, dotyczące wpływu nowelizacji ustawy o ochronie przyrody na polskie środowisko.

### Siostry Rzeki (od 2017)
Akcją-córką Matek Polek Na Wyrębie są Siostry Rzeki. Grupę, oprócz Cecylii Malik, inicjatorki jej powstania, współtworzy jeszcze 11 kobiet. Siostry Rzeki powstały w odpowiedzi na plany budowy zapory w Siarzewie i drogi wodnej E-40. Same o sobie piszą, że
Siostry Rzeki, to artystyczna inicjatywa, której celem jest przybliżanie ludziom, jakie negatywne skutki ma regulacja oraz budowanie inwestycji na polskich rzekach.
Organizowane przez grupę happeningi mają na celu zwrócenie uwagi na wyjątkowe walory polskich rzek i jednocześnie zaprotestowanie przeciwko planom ich regulacji. Pierwsza akcja nazywała się „Siostry Rzeki” i została zorganizowana w 2018 roku. Jej celem było przypomnienie nazw dużych i małych polskich rzek. W trakcie happeningów uczestniczki występowały z tablicami, na których znajdowały się nazwy takie Łyna, Narew, Rospuda, Barycz, Bystrzyca. Happeningowi towarzyszyły śpiewane przez uczestniczki piosenki poświęcone rzekom:
Akcją „Siostry Rzeki” chcemy pokazać, że rzeki są ważne dla normalnych ludzi. To są nasze miejsca wypoczynku, nasz element krajobrazu i zasób wody pitnej, niezbędny do życia każdego z nas. Jak matki chcemy aby nasz dzieci miały do tego zagwarantowany dostęp.

W akcji „Siostry Rzeki” to kobiety udzielają głosu swojej rzece: tej bliskiej, tej ulubionej, tej z dzieciństwa i tej nad którą spędza się każde wakacje. Każda uczestniczka wybiera rzekę, którą chce reprezentować i z jej imieniem staje w wodzie śpiewając pieść „Siostry Rzeki przybywajcie … We wspólnym gronie dzieci, matek, babć, koleżanek, sąsiadek pokazujemy, że rzeki są naszym obywatelskim dziedzictwem i zasobem.
Kolejną akcją była „Moda na rzeki” w Centrum Sztuki Współczesnej Wiewiórka, w trakcie której na kostiumach kąpielowych wyhaftowane zostały hasła odnoszące się do polskich rzek. Latem 2019 roku Siostry Rzeki zorganizowały spływ Wisłą z Krakowa do Gdańska na galarze – drewnianej barce, którą dawniej transportowano towary. W trzech miastach: Krakowie, Warszawie i Toruniu organizowane były m.in. „pokazy mody wiślanej” – strojów kąpielowych wyszywanych w trakcie warsztatów. W Warszawie przekazały Ministerstwu Gospodarki Wodnej i Żeglugi Śródlądowej petycję w sprawie regulacji rzek.

## Wystawy
Indywidualne
- 2001 – Malarstwo, Dom krakowski, Norymberga
- 2003 – Malarstwo, Galeria „Schody”, Warszawa
- 2003 – Po drodze, Galeria „Sito”, Kraków
- 2005 – Obrazy malowane w południe, Galeria „2 Światy”, Kraków
- 2006 – Malarstwo, Galeria „Krypta u Pijarów”, Kraków
- 2009 – Ikonstas Miasto, Galeria Zderzak, Kraków
- 2010 – wernisaż U Pana Sąsiada, Kraków ul. Królowej Jadwigi 63
- 2010 – 365 Drzew, galeria Empik, Gliwice
- 2011 – Power Back, performens w przestrzeni publicznej w ramach Dni Małopolski w Brukseli (kooperacja z Justyną Koeke i Moniką Drożyńską)
- 2011 – Arborphilia, Gallery WM Amsterdam, (wystawa wspólna z Wandą Michalak)
- 2011 – Koncert, Galeria Zderzak, Kraków

Zbiorowe
- 2005 – Culture at crossing, Galeria „Labirynt”, Kraków
- 2005 – Culture Huset, Farum, Dania
- 2005 – Wystawa laureatów Triennale Malarstwa, Instytut Polski, Sztokholm
- 2006 – IV Triennale z martwą naturą, BWA, Sieradz
- 2006 – Młode Malarstwo Krakowskie – część 1, Miejska Galeria Sztuki, Częstochowa
- 2006 – projekt Konfrontacje Kraków – Berlin, Galeria „Pryzmat” ZPAP, Kraków
- 2007 – wystawa finalistów konkursu Fundacji im. Franciszki Eibisch, Galeria Sztuki Katarzyny Napiórkowskiej, Warszawa
- 2009 – Nowohucki Festiwal „Nowy Top Sztuk”, NCK, Kraków
- 2010 – Sztuka Matek, Galeria Apteka Sztuki, Warszawa
- 2010 – Mambo Spinoza, Galeria Zderzak, Kraków
- 2010 – Ulica Smoleńsk 22/8, mieszkanie na ul. Smoleńsk 22/8, Kraków
- 2011 – Biennale Sztuki Współczesnej „Dialogues”, Petersburg
- 2011 – 7 Biennale fotografii „Marginesy”, Galeria Miejska Arsenał, Poznań
- 2011 – Szachrajki, łobuzy, pasożyty, Galeria Studio BWA Wrocław,
- 2011 – Strategie Trickstera, Instytut Historii Sztuki Uniwersytetu Wrocławskiego, Wrocław
- 2011 – Ulice są nasze!, Międzynarodowy Festiwal Twórczości Kobiet No Women No Art, Poznań
- 2011 – Wymiana Darów, Muzeum Współczesne Wrocław, Wrocław
- 2012 – 6 Rzek, Festiwal Przemiany w Centrum Nauki Kopernik, Warszawa
- 2012 – premiera filmu 6 Rzek i pierwsza Wodna Masa Krytyczna na Wiśle, Kraków
- 2012 – ArtBoom Festival, Kraków
- 2018 – Artyści z Krakowa. Generacja 1970–1979, Muzeum Sztuki Współczesnej w Krakowie MOCAK, 2018[22]

W 2019 Cecylia Malik zrezygnowała z udziału w wystawie Natura w sztuce w Muzeum Sztuki Współczesnej w Krakowie MOCAK, w akcie protestu wobec samorządowych planów likwidacji Bunkra Sztuki oraz wchłonięcia go przez MOCAK, a także bezterminowego objęcia władzy w Bunkrze Sztuki przez Maszę Potocką (dyrektorkę MOCAK-u). Określiła plan fuzji Bunkra z MOCAK-iem jako „kuriozalny” i wyraziła nadzieję, że Bunkier Sztuki „pozostanie niezależną galerią miejską sztuki współczesnej w Krakowie”.

## Wyróżnienia
W 2010 roku otrzymała nagrodę w plebiscycie Radiowego Domu Kultury w kategorii „Kulturysta Roku”.

W 2019 roku została laureatką Nagrody im. Katarzyny Kobro. Jury doceniło Malik:
Za działania, które przekraczają ramy galerii i muzeów, skutecznie docierając do społeczności zaangażowanych w troskę o swoją najbliższą okolicę.
Za tworzenie, odbudowywanie i pielęgnowanie relacji z Ziemią i jej ekosystemami.
Za śmiałe wychodzenie poza obszar sztuki w stronę aktywizmu oddanego potrzebom wszystkich istot żywych.

Za działania jednoczące ludzi wokół wspólnego celu i używanie praktyk artystycznych do upubliczniania problemów ekologicznych.
Za obronę polskich rzek, za zmobilizowanie córek, matek i babć w ramach akcji Siostry Rzeki znalazły się w gronie 50 śmiałych kobiet 2019 wybranych przez magazyn Wysokie Obcasy.
W 2022 otrzymała Nagrodę im. Kazimiery Bujwidowej przyznawaną krakowiankom „za postawę, zaangażowanie i dokonania, które miały znaczący wpływ na otoczenie” przez Prezydenta Miasta Krakowa.